# Etincelles FC
Maillots
Actualités
L'Etincelles FC est un club rwandais de football basé à Gisenyi.

## Histoire
Le club se classe 3e du championnat de première division lors de la saison 2009-2010, puis 4e la saison suivante, et à nouveau 4e lors de la saison 2017-2018.
Le club participe par deux fois à une compétition continentale. Il prend tout d'abord part à la Coupe d'Afrique des vainqueurs de coupe en 1989, puis participe à la Coupe de la confédération en 2011. 

## Palmarès
- Coupe du Rwanda
  - Vainqueur : 1988